# Niko Pirosmani

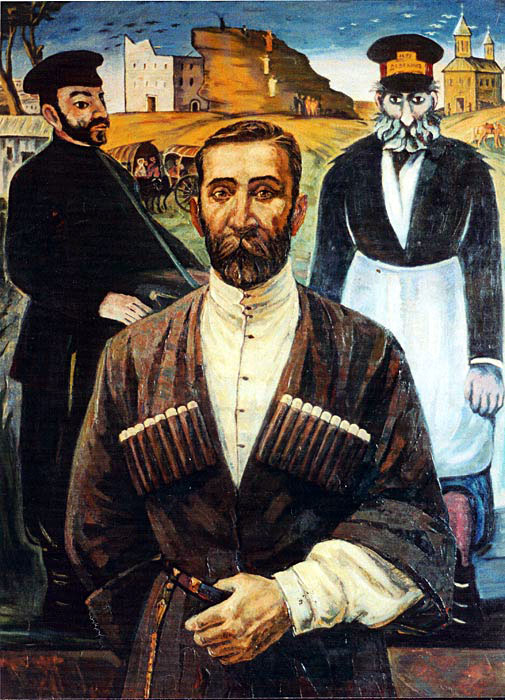
Zelfportret, na 1900

Niko Pirosmani (ook Niko Pirosmanashvili genaamd) (Mirzaani, 5 mei 1862 - Tbilisi, 9 april 1918) was een Georgische kunstschilder. Hij was een vertegenwoordiger van de naïeve kunst. 

## Leven en werk
Pirosmani kwam uit een boerenfamilie. Tijdens zijn leven had hij diverse eenvoudige baantjes en bleef arm. Hij was autodidact en leerde zichzelf schilderen. Hij woonde in Tbilisi, waar hij in opdracht uithangborden, schilderijen en portretten schilderde. Hij deed dat op oliedoek, maar ook op karton of ijzerplaat. Hij schilderde kooplui, winkeliers, arbeiders en edelen. Daarnaast schilderde hij vaak dieren. Zijn schilderijen hebben meestal een rustieke, landelijke achtergrond. Zijn bekendste werken zijn De actrice Margarita en De Ree. Tijdens zijn leven werd zijn kunst nog niet erkend door andere kunstenaars. 
Hij stierf uiteindelijk door ziekte en ondervoeding. 
Enkele jaren na zijn dood werd Pirosmani in Parijs, maar ook daarbuiten erkend als een van de belangrijkste naïeve schilders. Zijn werk werd daarna over de hele wereld tentoongesteld. Tegenwoordig zijn de meeste werken te vinden in het Georgische kunstmuseum in Tbilisi.

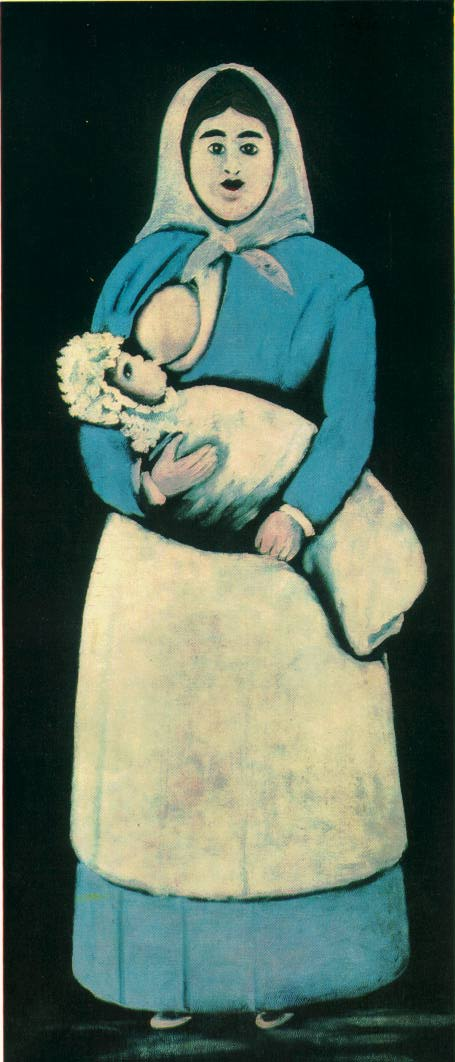
Een verpleegester met een baby, 1905, Nationaal Kunstmuseum van Georgiē, Tbilisi
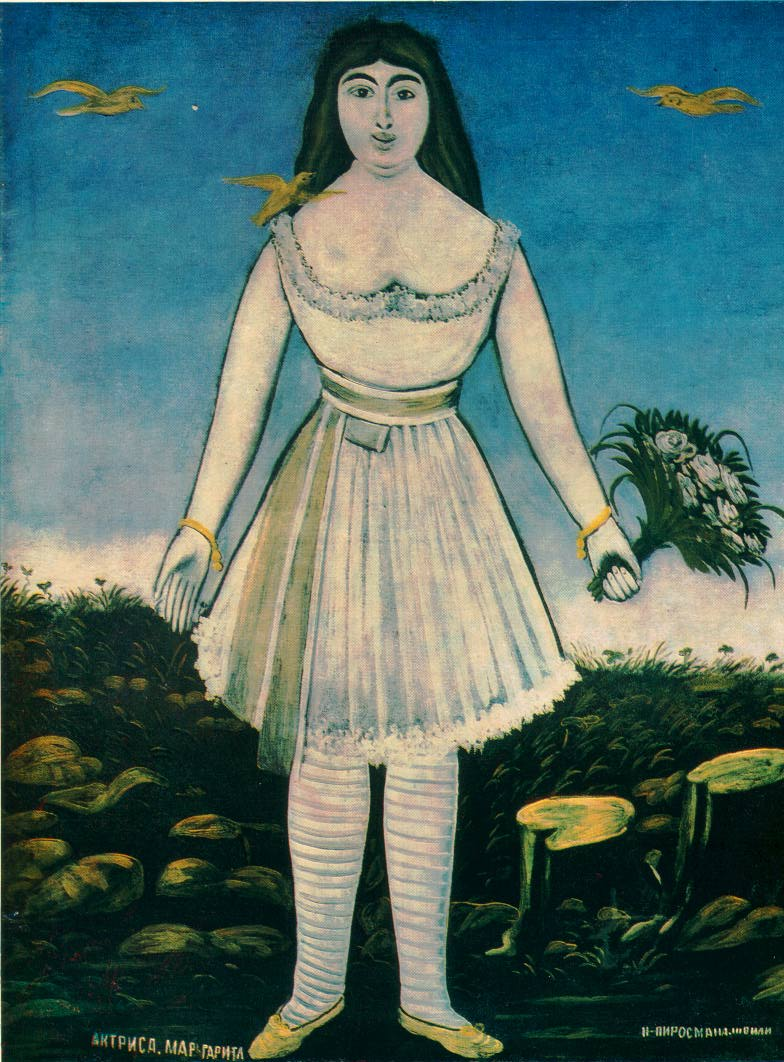
De actrice Margarita, 1909, Nationaal Kunstmuseum van Georgiē, Tbilisi
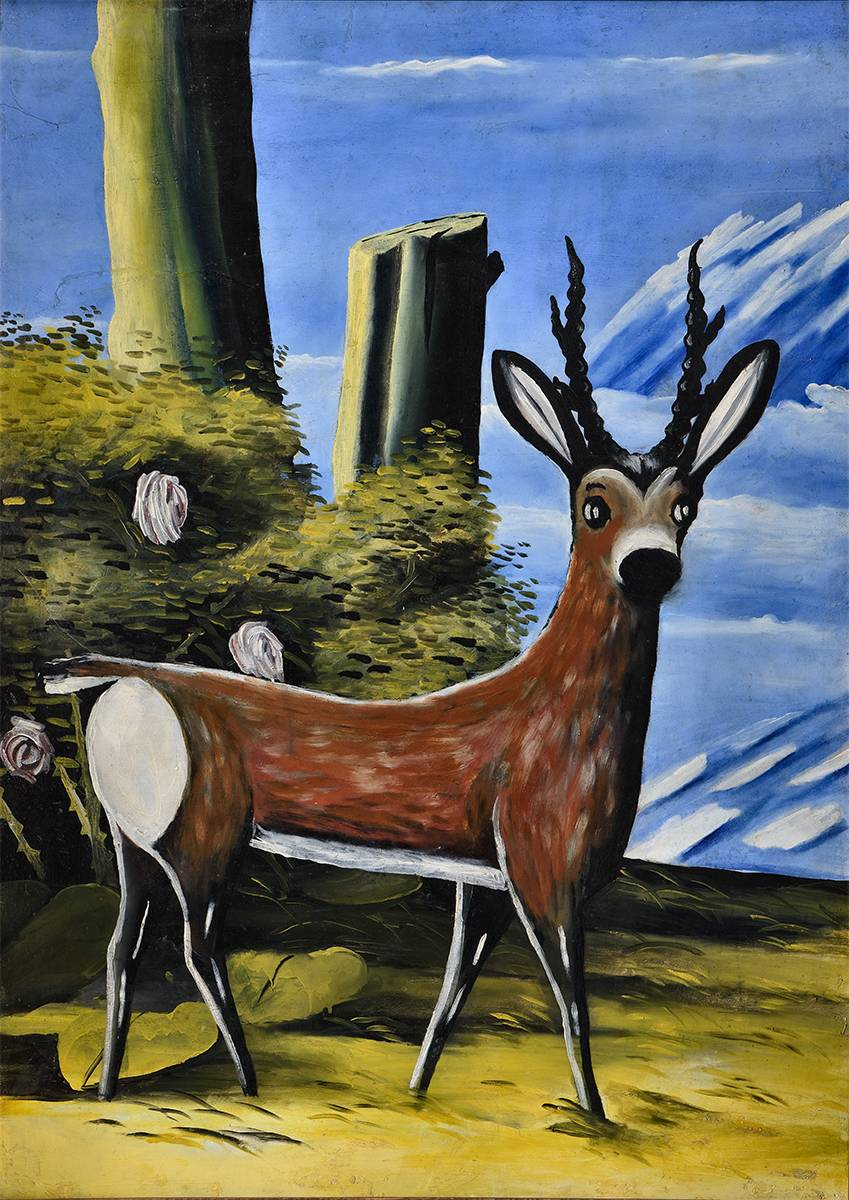
De Ree, Nationaal Kunstmuseum van Georgiē, Tbilisi
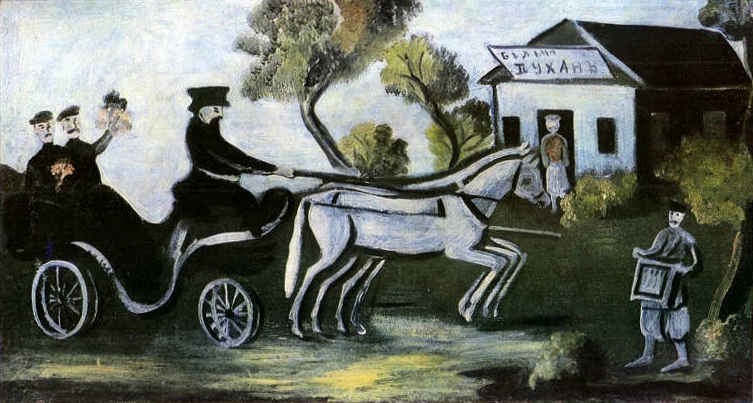
Het witte restaurant, Nationaal Kunstmuseum van Georgiē, Tbilisi